# Еммануїл Милонакіс
Еммануїл Милонакіс (9 квітня 1985) — грецький ватерполіст.
Учасник Олімпійських Ігор 2008, 2012 років.
Призер Чемпіонату світу з водних видів спорту 2005, 2015 років.